# Ministério da Indústria, Energia e Mineração (Uruguai)
| Ministerio de Industria, Energía y Minería           | |
| Sarandí 620, C.P.: 11000, Montevidéu www.miem.gub.uy | |
| Criação                                              | 1907: Ministerio de Industrias, Trabajo e Instrucción Pública, 1991 : Ministerio de Industria, Energía y Minería |
| Atual ministro                                       | Carolina Cosse                                                                                                   |

O Ministério da Indústria, Energia e Mineração (espanhol : Ministério de Indústria, Energía y Minería, abreviado MIEM), é um Ministério do Uruguai, liderado atualmente pela ministra Eng.Carolina Cosse. Dentre suas funções atualmente está a formulação da política industrial, energética e mineira do país.

## História
O Ministério foi criado em 1907, por meio de um projeto de lei do então presidente Claudio Williman. Seu primeiro nome foi, até 1911, Ministerio de Industrias, Trabajo e Instrucción Pública. Em 1912, foi denominado Ministerio de Industrias, Trabajo y Comunicaciones. Já em 1935, foi chamado de Ministerio de Industria y Trabajo. Em 1967, Ministerio de Industria y Comercio; em 1974, Ministerio de Industria y Energía. Sua atual denominação foi instituída em 1991.